# Park Narodowy Đerdap
Park Narodowy Đerdap (serb. Национални парк Ђердап, Nacionalni park Đerdap) – obszar chroniony w randze parku narodowego, położony w okręgu borskim we wschodniej Serbii. Został założony w 1974 roku, a w 2002 roku został wpisany na listę informacyjną UNESCO. Na terenie parku znajduje się Żelazna Brama oraz stanowisko archeologiczne Lepenski Vir.

## Fauna i flora
Park zamieszkuje około 1100 gatunków roślin. Należą do nich m.in.: orzechy, leszczyna turecka, cis pospolity, lipa szerokolistna, dąb omszony i ostrokrzew kolczasty. Na terenie parku zidentyfikowano 150 gatunków ptaków m.in.: pelikan kędzierzawy, rybitwa białoskrzydła, mewa romańska, kraska zwyczajna oraz orzełek włochaty.